# Thomas Nagel
Thomas Nagel (Belgrado, 4 juli 1937) is een Amerikaans filosoof. Hij is hoogleraar rechten en filosofie aan de New York University. Zijn publicaties gaan vooral over de filosofie van de geest, politieke filosofie en de ethiek. Nagel is ook betrokken bij de redactie van de Encyclopædia Britannica. Hij is vooral bekend in de filosofie vanwege zijn kritiek op het reductionisme, met name in zijn artikel What is it like to be a bat? (1974). Hij betoogt dat de subjectieve ervaring of het bewustzijn niet kan worden gemeten door middel van de objectieve methoden van de moderne wetenschap. Daarnaast is hij ook bekend voor zijn bijdragen aan discussies rond deontologische en liberale morele en politieke theorieën. Dit komt met name naar voor in zijn werk The Possibility of Altruism (1970). Het hoofdthema in zijn gehele werk is de confrontatie tussen enerzijds het objectieve standpunt (onpersoonlijk en extern) en anderzijds het subjectieve standpunt (persoonlijk en intern), en de problemen die hieruit voortvloeien in de filosofie.

## Biografie

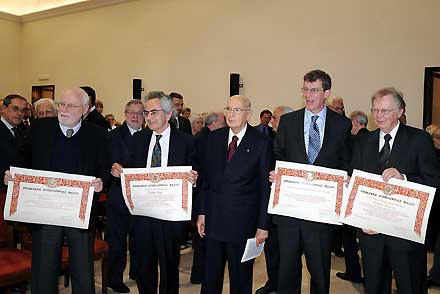
Thomas Nagel kreeg de Balzan Prijs, samen met Maurizio Calvesi, Ian Frazer en Wallace Broecker.

Nagel werd geboren op 4 juli, 1937 in Belgrado in het huidige Servië als kind van een Joodse familie. Hij kreeg zijn Bachelor of Arts aan de Cornell Universiteit in 1958 en behaalde daarnaast nog een Bachelor in de filosofie aan de Universiteit van Oxford. Zijn PhD kreeg hij uiteindelijk in 1963 aan de Harvard-universiteit onder de supervisie van John Rawls. Alvorens zich in New York te vestigen, gaf Nagel nog een tijd les aan de Universiteit van Californië - Berkeley (van 1963 tot 1966) en aan de Princeton-universiteit (van 1966 tot 1980), waar hij een enkele bekende filosofen bij zijn studenten had, zoals onder andere Susan Wolf, Shelly Kagan en Samuel Scheffler, waarvan de laatste ook zijn collega zou worden aan de New York University. In 2006 werd hij een lid van de American Philosophical Society.
Nagel is tevens lid van de American Academy of Arts and Sciences en ook verbonden met de British Academy. Daarnaast was hij ook nog verbonden met de Guggenheim Foundation, National Science Foundation, en de National Endowment for the Humanities.. In 2008 kreeg hij de Rolf Schock prijs voor zijn werk in de filosofie en in 2009 kreeg hij de Balzan Prijs voor moraalfilosofie. en kreeg hij ook het eredoctoraat in de letteren van de Universiteit van Oxford.

## Filosofie
Het nut van de filosofie is volgens Nagel dat het ons toelaat reflexief te leven in het licht van de waarheid. Er is echter volgens Nagel een aspect in de menselijke natuur dat ons aanzet om van dit ideaal af te wijken. We hebben een innerlijke aantrekking tot foute conclusies in de filosofie, voortkomend uit een intern conflict in de menselijke natuur. Nagel beschrijft dit conflict als volgt:
"What really happens in the pursuit of objectivity is that a certain element of oneself, the impersonal or objective self, which can escape from the specific contingencies of one's creaturely point of view, is allowed to predominate. Withdrawing into this element one detaches from the rest and develops an impersonal conception of the world and, so far as possible, of the elements of self from which one has detached. That creates the new problems of reintegration, the problem of how to incorporate these results into the life and self-knowledge of an ordinary human being. One has to be the creature whom one has subjected to detached examination, and one has in one's entirety to live in the world that has been revealed to an extremely distilled fraction of oneself."

Uit dit citaat blijkt al het centrale probleem van Nagel: de dichotomie van enerzijds het subjectieve en anderzijds het objectieve standpunt (point of view). De eerder genoemde neiging om fouten te maken, komt voort uit het feit dat een deel van ons, het rationele deel, van nature zoekt naar een (onmogelijk) totaalbeeld van de wereld. Deze idee vloeit voort uit de intuïtieve connectie die we leggen tussen rede en eenheid. De verbinding is er vooral omdat men - om de dingen te verstaan - een objectief begrip ervan wil hebben. Objectiviteit wordt intuïtief verstaan als een standpunt dat met zo veel mogelijke standpunten in overeenstemming of verzoenbaar is. Het hangt dus samen met onze drang om perspectivisme te overstijgen. Een wereld die volledig bestaat uit een reeks perspectieven zou door ons als een verdeelde, meervoudige realiteit worden ervaren. We willen echter dat de realiteit eenvoudig en eenduidig is. Dat Nagel stelt dat dit naar fouten leidt, wil niet zeggen dat hij niet gelooft dat de realiteit uit één geheel bestaat, want hij gelooft dit wel. Nagel betoogt dat onze manieren om de wereld te begrijpen dit ons echter niet toelaten te denken. 

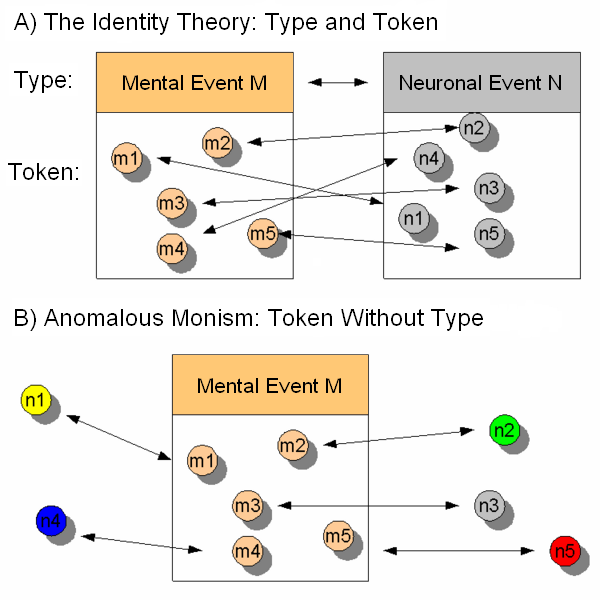
Nagel betoogt dat de hedendaagse reductionistische theorieën van het mentale er niet in slagen om alle aspecten van de mens te vatten.

Het conflict komt dus voort uit enerzijds onze drang naar een totaalbeeld, en anderzijds de theoretische onmogelijkheid daarvan. Nagel stelt dat een vaak voorkomende reactie op dit conflict er een van zelfbedrog is. Zelfbedrog in de zin dat we onszelf wijsmaken dat we toch in deze opzet slagen, hoewel dit eigenlijk niet het geval is. Dit zelfbedrog of deze ontwijking van het conflict komt volgens Nagel in drie vormen voor: reductie, eliminatie of annexatie. Het voorbeeld bij uitstek hierbij is dat van het bewustzijn in de filosofie van de geest, waar theorieën als eliminatief materialisme, identiteitstheorie of behaviorisme een sterke aanhang hebben. Hij beschrijft de taak van zijn filosofie dan ook als volgt:
The book [The View From Nowhere] is about a single problem: how to combine the perspective of a particular person inside the world with an objective view of that same world, the person and his viewpoint included [...] If one could say how the internal and external standpoints are related, how each of them can be developed and modified in order to take the other into account, and how in conjunction they are to govern the thought and action of each person it would amount to a world view [...] I want to describe a way of looking at the world and living in it that is suitable for complex beings without a naturally unified standpoint [...] Instead of a unified world view, we get the interplay of these two uneasily related types of conception and the essentially incompletable effort to reconcile them.
Nagel neemt vaak standpunten in die radicaal tegen de hedendaagse algemeen aanvaarde standpunten ingaan, voornamelijk tegen de eerder beschreven tendens tot reductie. Hij beschrijft zijn werk dan ook als "a deliberately reactionary work. Nagel reageert vooral tegen wat hij ziet als de hedendaagse combinatie van idealisme (met een onderwaardering van het objectieve) en sciëntisme (een overwaardering van het objectieve). Hij stelt zelfs dat sciëntisme een vorm is van idealisme, waar men een vorm van menselijk begrijpen promoveert tot wetgevend en bepalend voor wat er is in het universum. Zo is er immers het geloof dat alles wat er is, ook begrijpbaar moet zijn.
Subjectief realisme
Het is in dat verband dan ook van belang dat men zich ervan bewust is dat Nagel toch een soort realisme aanhangt, met name een subjectief realisme. Kort komt deze visie erop neer daar Nagel gelooft dat er feiten bestaan buiten het bereik van het menselijke denken en haar concepten (zo valt hij dus niet onder het idealistische aspect net aangekaart). Hij rechtvaardigt dit realisme vanuit de spontane opvatting dat er zaken in de wereld zullen zijn die wij mensen nooit zullen begrijpen. Wij zullen ze nooit begrijpen omdat we er de juiste concepten niet voor bezitten. Zo laat hij ook de mogelijkheid open of het correct begrijpen van het subjectieve karakter van de ervaring in deze categorie valt.
Filosofen waarmee Nagel vaak in debat ging, en waar men kan spreken van een wederzijdse beïnvloeding, zijn onder andere Thomas Clarke, Ronald Dworkin, Saul Kripke, Colin McGinn, A. W. Moore, Derek Parfit, John Rawls, Samuel Scheffler en Bernard Williams.

### Het subjectieve en het objectieve

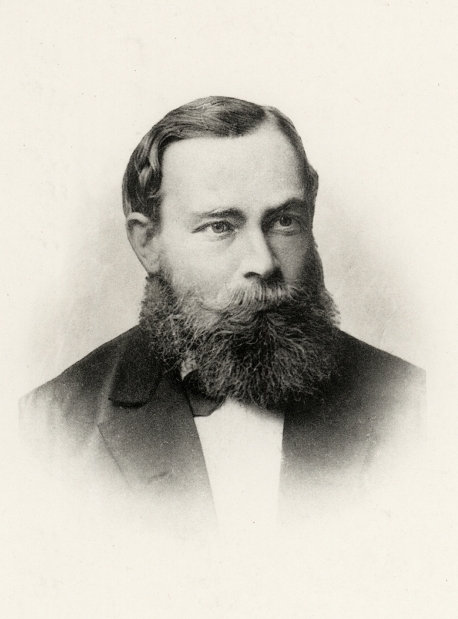
Iemand als Gottlob Frege, en diens logicisme zijn een goed voorbeeld van een standpunt dat de objectieve benaderingswijze voorop stelt.

Nagel gebruikt in zijn werk het onderscheid tussen het subjectieve en het objectieve als basistegenstelling. Belangrijk is dat men deze termen goed begrijpt. Hoewel Nagel het subjectieve typeert als "prereflecief", wil dit niet zeggen dat er geheel niet over nagedacht is, of dat het onkritisch is. Nagel bedoelt er echter mee dat deze stellingen nog niet onderworpen zijn aan een kritisch onderzoek. Ook bedoelt hij niet dat het subjectieve iets privé is. Het is daarentegen intersubjectief raadpleegbaar; ze zijn op een bepaalde manier gemeenschappelijk toegankelijk. Het kan voor de rest beschreven worden als een standpunt van een particulier individu, dat op een bepaalde wijze in relatie staat met de wereld. Daar tegenover staat dan het objectieve, dat zich net losmaakt van deze betrokkenheid. Bij het objectieve doen we een stap achteruit en reflecteren over het perspectivistisch karakter van onze engagementen. De objectivering heeft als doel een standpunt te bekomen dat met geen enkel standpunt in de wereld overeenkomt, maar ze net allemaal overstijgt en combineert. Men wil dus de wereld vanuit een centrumloos perspectief zien. Deze tegenstelling heeft een zekere overeenkomst met een onderscheid dat de filosoof Wilfrid Sellars maakt tussen het manifeste wereldbeeld (the manifest image) en het wetenschappelijke wereldbeeld (the scientific image). Een belangrijke vraag hierbij, is welke van deze twee benaderingswijzen de beste is.
Dat het antwoord hierop volgens Nagel niet zo simpel is, komt al naar voren in zijn eigen opvatting van objectiviteit. Zoals vermeld typeerde hij het objectieve als een kritisch afstand nemen. Sommige commentatoren beschrijven dit dan ook als een meer "Hegeliaanse opvatting" qua objectiviteit. Objectivering betekent hier dat een relatieve, subjectieve voorstelling kan geplaatst worden in een bredere context. Dit staat tegenover een "absolute" of "Cartesiaanse opvatting" van objectivering, die stelt dat objectiviteit net bestaat uit het vervangen van het perspectief door een betere, meer objectieve representatie. Nagel kiest niet zozeer voor een van deze twee opvattingen, maar blijft in een soort spanning tussen beiden zitten. Zo is hij intuïtief wel geneigd - in navolging van Plato, Descartes en Frege - om te stellen dat een mens in staat is tot zelftranscendentie. Deze zelftranscendentie komt bijvoorbeeld sterk naar voren in de wetenschappen, die het zuiver perspectivistische achter zich laten voor een meer "objectief" en universeel verstaan (bijvoorbeeld in de min of meer universele taal van de wiskunde). Toch heeft Nagel ook aandacht voor zijn "fenomenologische" intuïties, die stellen dat dit soort objectivering zijn grenzen heeft. Hij pleit er dan ook voor dat men de idee dat men de wereld zuiver objectief moet verstaan, in vraag moet stellen. Nagel betoogt voor een middenpositie: men moet zowel het subjectieve als het objectieve aspect in acht nemen.
Nagels analyse van en de nadruk op het perspectivistische karakter van de mens wordt door sommige academici gezien als een van belangrijkste bijdragen van Nagel aan de filosofie. Het hangt daarbij ook onlosmakelijk samen met zijn distinctie tussen het objectieve en het subjectieve. Deze radicaal aandacht voor het perspectivistische, toont volgens Nagel ook aan dat we ons idee van objectiviteit moeten herzien en verder verfijnen. Deze spanning tussen het objectieve en subjectieve komt in verscheidene gebieden van het leven terug en Nagel behandelt ze elk apart:
De zin van het leven
Bij de vraag naar de zin van het leven kan men enerzijds het leven van binnenin het leven zelf bekijken (het subjectieve). Dit laat ons toe bepaalde zaken te rechtvaardigen door de verwijzing naar anderen. Daartegenover staat de objectieve benaderingswijze die het leven los van menselijke doelstellingen tracht te bekijken. Bij dit laatste standpunt komt de wereld absurd over, want het lijkt van buitenaf dat - ondanks dat de mensen zoveel waarde hechten aan hun bezigheden - ze zinloos zijn. Nagel stelt dat beide standpunten zichzelf prioriteit toeschrijven: het subjectieve trekt in twijfel of het wel nuttig is de vraag naar de zin van het leven, buiten het leven zelf te stellen. "It [...] does not matter that from a point of view outside my life, my life does not matter." Het externe, en dus objectieve standpunt plaatst zich volgens Nagel daartegenover als het "correcte" standpunt: het objectieve standpunt maakt net mogelijk dat de mensen loskomen van hun egocentrische neigingen, en maakt mogelijk dat men de wereld ziet zoals hij "echt" is.
De vrije wil
Bij het vraagstuk van de vrije wil komt dit naar voren enerzijds in onze spontane neiging om ons een vrije wil toe te schrijven (het subjectieve), maar anderzijds is er ook de plausibiliteit van het determinisme (het objectieve). Het grote probleem is dat een objectief, afstandelijk standpunt het hele punt van handelingen ondergraaft. Als men de keuze om de rode appel op te eten, plaatst in een reeks causale gebeurtenissen die het veroorzaakt hebben, dan lijkt het geen ding te zijn dat we zelf doen, maar lijkt het iets te zijn dat gewoon gebeurt. Nagel heeft ook problemen met de klassieke oplossingen van dit probleem, zoals het compatibilisme. Hij betoogt dat dit probleem niet noodzakelijk is verbonden met het determinisme: zelfs als er geen determinisme is, is er nog een probleem. Dus, als men het mogelijk acht dat de persoon (agent) een aparte soort oorzaak kan zijn (zij het naast het determinisme, of gewoon in een wereld zonder determinisme), dan nog lijkt het niet overeen te komen met hoe ik een handeling van mij ervaar. Nagel stelt dat je in zekere zin zelfs kunt stellen dat een persoon een handeling niet als iets dat gebeurt ziet, maar als iets dat dingen laat gebeuren. Hij schrijft:
"The tendency to express this conception of agency in terms of freedom from antecedent causes is a mistake, but an understandable one. When the act is viewed under the aspect of determination by antecedents, its status as an event becomes prominent. But as appears upon further investigation, no account of it as an event is satisfactory from the internal viewpoint of the agent doing it."
Persoonsidentiteit

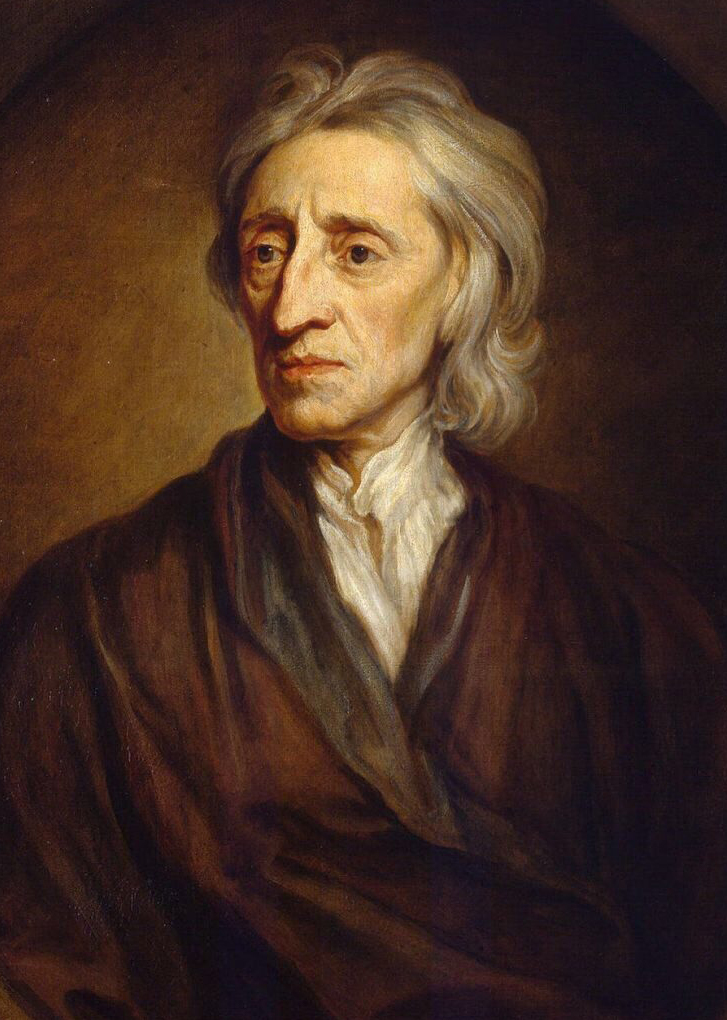
Nagel stelt dat theorieën over persoonidentiteit, zoals bij John Locke, het persoonlijk perspectief buiten beeld laten.

Een ander probleem waar dit ook naar voren komt, is het probleem rond persoonsidentiteit. Klassiek wordt dit probleem beschreven als de zoektocht naar de juiste voorwaarden waarop twee verschillende ervaringen (in de tijd) kunnen worden toegeschreven aan één persoon. Vaak voorgestelde oplossingen zijn continuïteit, zoals van het lichaam (Bernard Williams) of van herinneringen en overtuigingen (John Locke). Ook hier merkt Nagel op dat de klassieke theorieën een bepaald aspect van een persoon buiten beschouwing laten. Als men met succes kan vaststellen dat een ervaring die je morgen zal hebben, onder conditie X aan dezelfde persoon die je nu bent kan worden toegeschreven, kan men volgens Nagel nog altijd intuïtief de vraag stellen of deze dan ook aan mij toekomt. Men moet ook kunnen duidelijk maken - naast dat het aan één en dezelfde persoon toekomt - dat die ervaringen ook aan "mij" toekomen. Net als hier botst deze subjectieve visie, die waarde hecht aan het gegeven hoe het is om "mij" te zijn, met een meer objectieve visie die personen van een extern standpunt beschrijft, zelfs al doet hij het in termen van continuïteit qua ervaring of in termen van een Metafysisch Ego. Nagel gaat hier ook in op de problemen die Derek Parfit hierover stelt, en Parfits alternatief: een onpersoonlijke persoonsidentiteit.
Het lichaam-geestprobleem
Ook in de kwestie van het lichaam-geestprobleem komt deze tegenstelling naar voren, en met name is dit volgens Nagel een complex geval vanwege het "subjectieve karakter van een ervaring". Wat in een externe, objectieve analyse hier buiten beeld valt is "hoe het is om dat (soort) wezen te zijn". Men zou dit subjectieve karakter kunnen gelijkstellen met qualia. Dit probleem staat centraal in Nagels essay What is it like to be a bat?.
Epistemologie
Ook op het vlak van zekerheid qua kennis vindt deze spanning volgens Nagel plaats. Zo komt het scepticisme voort uit een te objectief standpunt dat we innemen. Hier ondergraaft dus het de idee van objecitivteit zichzelf. We willen immers een opvatting over de gehele werkelijkheid, waarin we zelf en ons standpunt ook zitten, maar het lijkt daarentegen onmogelijk om volledig ons eigen standpunt (het subjectieve) te verlaten. We kunnen geen volledig objectieve kennis hebben, omdat we altijd al gebonden zijn aan het subjectieve standpunt. Sceptische theorieën stellen dat er hierdoor manieren kunnen zijn waarop onze kennis toch een illusie is, ondanks dat we dat niet kunnen weten. Een klassiek voorbeeld hiervan is de Cartesiaanse twijfel, met het gedachte-experiment van de malin génie, een kwaadaardige demoon die ons bedriegt met alle soorten illusies. Een ander voorbeeld is het gedachte-experiment van Hersenen in een vat van Hilary Putnam. Ook het geval van solipsisme is hier een voortvloeisel van.
De filosofie
Ook in het vakgebied als filosofie zelf kan men deze spanning terugvinden. In feite kan men dit uitbreiden naar elk vakgebied, hoewel het in de filosofie nog sterker naar voren komt: de historische contingentie. De inzichten, zelfs van de grootste genieën uit het verleden, bleken op vele punten fout geweest te zijn. Als men het dus objectief gaat bekijken, moet men concluderen dat in alle waarschijnlijkheid ook onze eigen inzichten op vele punten fout zijn. Hoe kunnen we met zo'n inzicht dan nog verder onderzoek verrichten. Toch stelt Nagel dat deze historicistische interpretatie onze filosofische problemen niet weghaalt. Hij verwerpt deze visie dan ook, omdat het toch enkel voor onnodige verarming van het intellectuele landschap zorgt.
De ethiek
Het laatste gebied waar Nagel dit conflict in ziet werken is de ethiek, en gaat met name over de tegenstelling tussen enerzijds consequentialisme en anderzijds meer persoonsgebonden ethische theorieën zoals de deontologie. Ook hier probeert de meer objectieve ethiek zichzelf te profileren als het enige juiste: ze neemt afstand van de persoonlijke verlangens en plaatst het in een bredere, onpersoonlijkere context. Nagel stelt echter dat dit niet geheel opgaat, en dat het ook belangrijk is dat men aandacht heeft voor het persoonlijke standpunt. Een mens kan immers enkel vanuit zijn persoonlijk standpunt kijken, en niet leven vanuit een perspectief van sub specie aeternitatis (Spinoza). Ook het fenomeen van moral luck is slachtoffer van dit conflict.

### What is it like to be a bat?

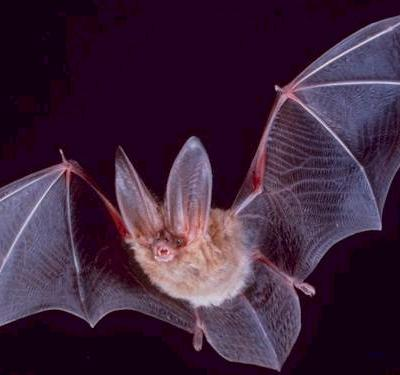
Nagel zal stellen dat reductie van het mentale niet mogelijk is omdat men nooit de ervaring "wat het is een vleermuis te zijn" in de fysische beschrijving van een vleermuis kan vatten.

Nagels basisdoelstelling is dus een tegenwicht bieden tegen de hedendaagse neiging om het mentale te reduceren. Voorbeelden van zo'n reductie vindt men onder andere bij J.J.C. Smart, David K. Lewis, Hilary Putnam, David Armstrong en Daniel Dennett. Het centrale probleem bij elke reductie van het mentale ligt in het fenomeen van het bewustzijn. Het is het bewustzijn dat het lichaam-geestprobleem zijn complexiteit geeft en waarzonder het geen echt probleem zou zijn. Nagel stelt dan ook dat het net dit bewustzijn is dat vaak slecht of niet begrepen wordt door filosofen. Bewustzijn definieert Nagel zelf als volgt:
"[...] the fact that an organism has conscious experience at all means, basically, that there is something it is like to be that organism. There may be further implications about the form of the experience; [...] But fundamentally an organism has conscious mental states if and only if there is something that it is like to be that organism - something it is like for that organism."
Dit noemt Nagel ook het "subjectieve karakter" (subjective character) van een ervaring. Het is net dit bewustzijn, dit gegeven van hoe het is om een organisme te zijn, dat nooit in de reductionistische theorieën kan worden opgenomen. Zelfs een functionalistische analyse hiervan, in termen van functionale rollen of intentionele rollen, is voor Nagel niet genoegd. Zo'n functionele rol zou immers ook kunnen toegeschreven worden aan een levenloze robot of automaat. Belangrijk hierbij is ook de opmerking die Nagel maakt, geïnspireerd door Richard Rorty dat men normaal gezien het mentale wel kan uitsluiten van een reductie zoals men dat in de fysica of chemie doet. Waar men in de chemie kan stellen dat smaak van een appel niet in de analyse hoeft opgenomen te worden, omdat het een effect van de menselijke geest is, kan men dit niet stellen bij de geest zelf. Men moet dus de fenomenologische elementen een plaats geven in de verklaring.
Om zijn hele punt te verhelderen gebruikt Nagel het voorbeeld van de vleermuis, met als enige voorwaarde dat men toelaat dat zoogdieren subjectieve ervaringen kunnen hebben. Vleermuizen hebben de unieke zintuiglijke eigenschap van de echolocatie. Om dus te weten hoe het is om een vleermuis te zijn, moet men weten hoe het is om de wereld via echolocatie gewaar te worden. Dit is uitermate problematisch stelt Nagel. Het is immers niet voldoende om zich gewoon in te beelden hoe een vleermuis zich gedraagt en dan het op jezelf over te dragen. Dat vertelt je immers alleen hoe het voor jou is als een vleermuis te zijn, en niet hoe het voor een vleermuis is een vleermuis te zijn. Dit gegeven moet men uitbreiden tot alle subjectieve ervaringen: we kunnen weliswaar stellen dat een vleermuis ook pijn voelt, maar we weten niet hoe het is om vleermuispijn te voelen. Breder noemt Nagel dit het resultaat van het specifieke "standpunt" (the point of view) dat ieder organisme inneemt.
Nagel heeft het hier niet over mijn standpunt tegenover jouw standpunt, maar over type-standpunten (het standpunt van de mens, van de vleermuis, het paard, ...). Ik weet immers hoe het is om pijn te voelen als mens. Het is pas als ik wil weten hoe organismes zich voelen die van mij verschillen, dat we echt met een probleem zitten. Men kan dus enkel iemands standpunt begrijpen als men dat standpunt (of een sterk gerelateerd standpunt) inneemt. Toegepast op het lichaam-geestprobleem toont dit volgens Nagel dat dit probleem voortkomt uit onze wens onszelf te benaderen vanuit een extern standpunt, dat van de objectieve wetenschap. Nagel betoogt dat het mentale geheel niet vergelijkbaar is met typische uitgebreide materiële zaken. Zulke zaken zijn immers vanuit verscheidene - misschien zelfs alle - standpunten benaderbaar. Het lijkt volgens Nagel moeilijk in te denken wat men nog overhoudt van de ervaring hoe het is een vleermuis te zijn, als men het standpunt van de vleermuis zelf achter zich laat.
Belangrijk hierbij is ook dat Nagel hieruit niet concludeert dat het dualisme hiermee bewezen is, en fysicalisme weerlegt. Zo schrijft hij:
"What moral should be drawn from these reflections, and what should be done next? It would be a mistake to conclude that physicalism must be false. Nothing is proved by the inadequacy of physicalist hypotheses that assume a faulty objective analysis of mind. It would be truer to say that physicalism is a position we cannot understand because we do not at present have any conception of how it might be true."
Dit komt voornamelijk voort uit de onduidelijkheid van hoe precies een mentale toestand en een hersentoestand "hetzelfde kunnen zijn". De idee van hoe iets mentaals en iets fysisch aan hetzelfde kunnen refereren ontbreekt, en analogieën uit andere wetenschappen falen volgens Nagel om deze te identiteit te verduidelijken. Deze vervallen immers altijd in een vergelijking van iets fysisch en iets anders objectiefs. Dit is echter niet hetzelfde als de vergelijking van iets fysisch met iets mentaal, of subjectiefs. We hebben weliswaar wel aanwijzingen dat dat het mentale een zekere materialiteit heeft. Het lijkt immers te moeten passen in causale geslotenheid van het universum, maar het komt ook naar voren bij meer alledaagse bezigheden: zo helpt een aspirine (iets materieels) blijkbaar om te pijn (iets mentaals) te verlichten.
Nagel sluit zijn artikel What is it like to be a bat? af met een (speculatief) voorstel om dit probleem te overwinnen. Voornamelijk wil hij de spanning tussen het mentale en het fysische achter zich laten en zich meer richten op de aard van het mentale zelf. Hij wil een beschrijving van het mentale creëren los van het standpunt van het ervarend object. Hij noemt dit een "objectieve fenomenologie" (objective phenomenology). Dit is een fenomenologie onafhankelijk van empathie of inbeeldingsvermogen. Het doel van deze nieuwe beschrijving zou ons toelaten het subjectieve karakter van de ervaring uit te leggen aan organismes die deze ervaring niet zelf hebben (zoals eventuele marsmannetjes). Een voorbeeld dat hij geeft is de mogelijkheid aan blinden (van bij de geboorte) uit te leggen hoe het is om te zien. Dit past in zijn opvatting van "Hegeliaanse objectiviteit" (zie boven).
Verdere ontwikkelingen
Nagel gaat op deze thematiek verder in zijn werk The View from Nowhere (1986), met name in de eerste vier hoofdstukken. Daar deelt hij deze problematiek op in drie vragen:
1. Heeft en mentale een objectief karakter? (Dit gaat verder op het speculatief voorstel van de objectieve fenomenologie)
2. Wat is de relatie tussen dit mentale en de fysische aspecten van de werkelijkheid, waarvan het objectieve statuut minder betwijfelbaar is? (Dit is het lichaam-geestprobleem)
3. Hoe kan het zo zijn dat een van de personen in de wereld mij is? (Dit is dus de vraag hoe ik een objectieve wereld nog plaats is voor een persoonlijk perspectief).

Ook in dit werk verdedigt hij de mogelijkheid van een objectief begrijpen van het mentale. Hij bespreekt hier mogelijke tegenwerping, zoals een hypothetische van de ordinary language philosophy (van Ludwig Wittgenstein): kan je een begrip als het mentale zo ver uitbreiden? Rek je het dan niet uit buiten haar context, waardoor het betekenisloos wordt? Nagel zal stellen dat dit niet zo het geval is. Uiteindelijk erkent hij wel dat een mentale objectiviteit niet alles kan vatten, qualia en het persoonlijke standpunt vallen nog steeds buiten beeld, toch kan het volgens Nagel in ons voordeel zijn zo'n begrijpen te ontwikkelen.
In verband met de tweede vraag bespreekt hij de mogelijkheden van het panpsychisme en de dubbel-aspecttheorie: de fysische onderdelen van de werkelijkheid (de hersenen bij voorkeur) hebben ook mentale eigenschappen. Een belangrijk probleem hierbij is dat het subjectieve of mentale eigenschappen lijkt te hebben die niet verzoenbaar zijn met een fysische objectiviteit. Dit ziet hij bijvoorbeeld aan het werk bij het probleem van persoonsidentiteit, dat hij bespreekt aan de hand van auteurs als Derek Parfit en Saul Kripke.

### Ethiek

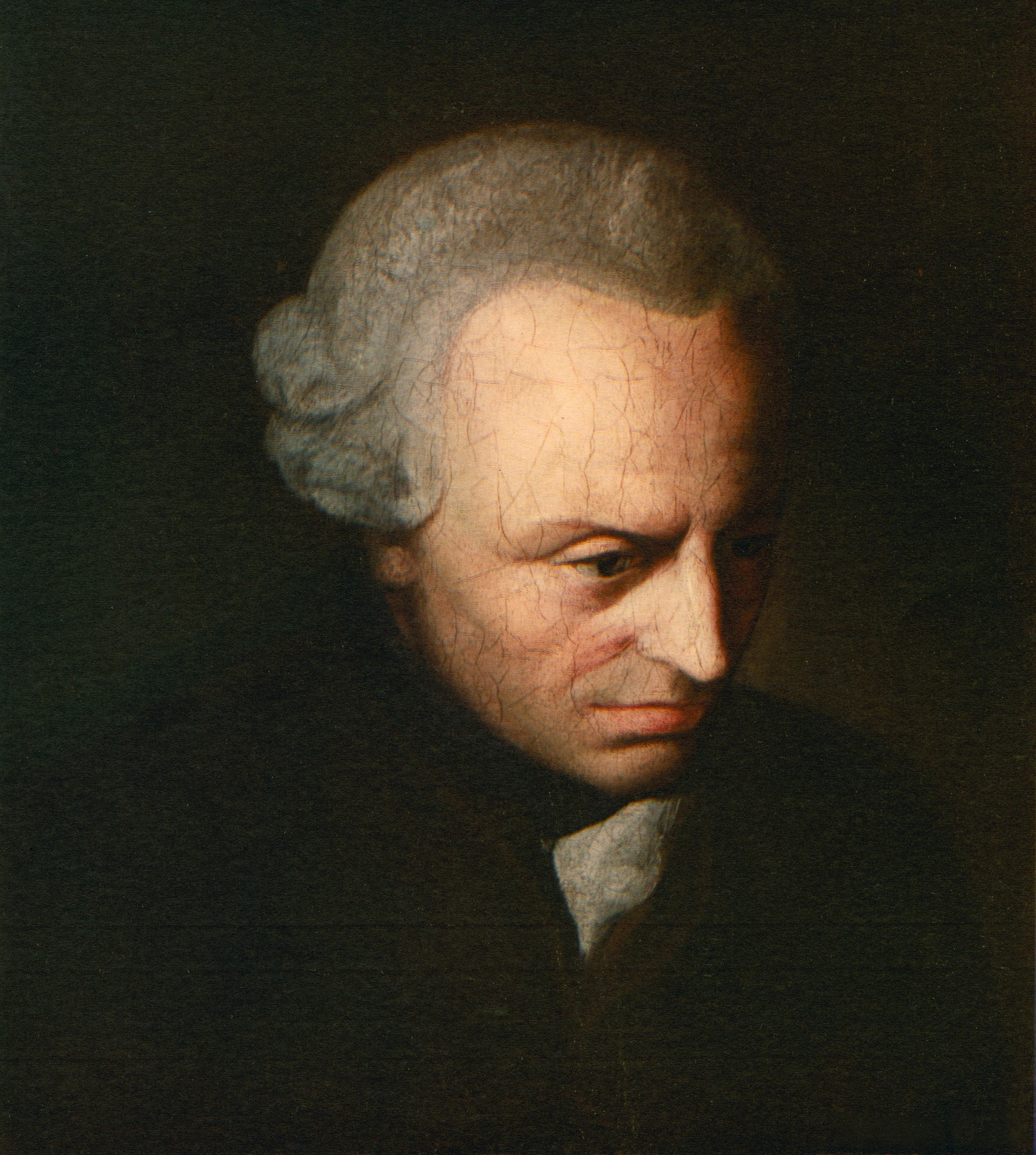
Nagels ethiek is gedeeltelijk geïnspireerd door Immanuel Kant.

Nagel heeft in de ethiek vooral invloed uitgeoefend op onderwerpen rond de relatie tussen moraal- en politieke filosofie. Nagel is voorstander van een rationalistische en kantiaanse benaderingswijze, voornamelijk vanwege het feit dat hij zijn opleiding onder de supervisie van John Rawls aflegde. Zijn ideeën hieromtrent werden voor het eerst uiteengezet in zijn korte monografie The Possibility of Altruism (1970). In dit boek denkt Nagel na over de natuur van het praktisch redeneren, voornamelijk om de onderliggende principes ervan te ontdekken. Ook onderzoekt hij daarbij de gerelateerde opvattingen van het zelf die vereist zijn opdat die ethische principes op ons toepasbaar zouden zijn. Hij komt in verdere werken tot het besluit dat (ethische) waarden fundamenteel gefragmenteerd zijn. Hij schrijft:
"My general point is that the formal differences among types of reason reflect differences of a fundamental nature in their sources, and that this rules out a certain kind of solution to conflicts among these types. Human beings are subject to moral and other motivational claims of very different kinds. This is because they are complex creatures who can view the world from many perspectives -individual, relational, impersonal, ideal, etc. - and each perspective presents a different set of claims."
Deze fragmentering vindt men ook terug in de verschillende ethische theorieën: deontologie pleit voor fundamentele rechten, utilitarisme pleit voor het grootste nut, deugdenethiek ziet meer in een perfectionering van bepaalde aspecten van het leven. Deze kunnen onderling dan ook sterk in conflict komen. Nagel sympathiseert daarbij dan ook met de visie van Aristoteles en zijn begrip Phronèsis: ethisch oordelen is een praktische wijsheid die men moet aanleren. Het gaat niet om het zoeken naar één fundamenteel, universeel principe. Nagel vindt deze visie ook terug bij Rawls. Doch Nagel wil niet zo ver gaan en ziet nog wel heil in het zoeken naar bepaalde funderingen, maar in een ultieme fundering gelooft hij niet.
De meest opvallende stelling die Nagel in The Possibility of Altruism (1970) inneemt is de stelling dat er een sterke verwantschap bestaat tussen zelfinteresse en morele motivatie om anderen te helpen. Als iemand vanuit zijn eigenbelang redeneert, bijvoorbeeld over zijn toekomstig handelen, dan laat men toe dat die toekomstige motivatie de hedendaagse handelingen van een persoon kunnen rechtvaardigingen, ongeacht zijn huidige verlangens. Als een brand je huis volgend jaar zou vernietigen, dan wil je dat de verzekeringsmaatschappij je je daar voor vergoedt. Die toekomstige wens, geeft de persoon vandaag een motivatie om nu een verzekering te kopen. De kracht van een motivatie hoeft dus niet afhankelijk te zijn van de kracht van iemands huidige verlangens. Zelfinteresse hoeft dus niet gepaard te gaan met het willen verlangen van de huidige verlangens. Deze vorm van zelfinteresse ontkennen betekent volgens Nagel dat iemand niet echt gelooft dat iemand dezelfde persoon zal zijn door de tijd heen. In dit geval zou men zichzelf moeten opdelen in verschillende "persoonsstadia" (person stages).
Dit is de fundamentele structuur van Nagels analogie tussen handelingen uit zelfinteresse en morele handelingen. In gevallen van altruïstische handelingen, zullen volgens Nagel de motieven van de ander je eigen motieven worden, tenminste als het hier over tijdloze en intrinsieke motieven gaat. Nagel gelooft dat je je eigen belangen als onpersoonlijke belangen moet opvatten en je motieven en redenen als objectieve motieven. Nagel gelooft dat het basisidee achter ethiek jezelf in iemand anders zijn schoenen plaatsen is. Zo schrijft hij:
"[...] We derive moral reasons by forming in addition a parallel impersonal cocern corresponding to the interests of all other individuals. It will be as strong or as weak, as comprehensive or as restricted, as the impersonal cocern we are constrained by the presures of congruency to feel about ourselves. In a sense, the requierement is that you love your neighbor as yourself: but only as much as you love yourself when you look at yourself from outside, with fair detachment."
In feite is hier de invloed van Rawls voelbaar: om rechtvaardigheid te bekomen moet men zich plaatsen onder een sluier van onwetendheid. In praktijk betekent dit dat een eeuwige en intrinsieke waarde, een waarde voor iedereen zou moeten zijn. Een persoon die dit punt ontkent, valt volgens Nagel weer ten prooi aan een verkeerd beeld van het zelf: alsof iemands eigen motieven noodzakelijk die van hem zijn, en niet herleidbaar tot die motieven voor iedereen. Nagel stelt dat deze ontkenning zo'n persoon dwingt om te stellen dat hij of zij niet dezelfde oordelen kan maken over haar motieven in de derde persoon enerzijds, en in de eerste persoon anderzijds. Nagel noemt dit de "dissociatie" (dissociation) en vat het op als een praktisch synoniem voor solipsisme. Ook hier dus worden de fouten van een standpunt aangetoond aan de hand van haar gevolgen: dat zij zou leiden tot een verkeerd beeld van de menselijke natuur.
In zijn later werk zal Nagel deze nadruk op het verschil tussen iemands persoonlijke motieven (het "subjectieve") en iemands "objectieve" redenen anders formuleren. In The Possibility of Altruism, stelt hij dat - als iemands motieven werkelijk over intrinsieke en tijdloze waarden gaan - men ze eigenlijk alleen kan beschouwen als objectieve waarden. Hij zal echter benadrukken dat dit vroegere onderscheid onvoldoende in staat was op de verscheidene soorten waarden en redenen te vatten. In navolging van zijn visies op de filosofie van de geest, zal hij in The View from Nowhere (1986) het onderscheid maken tussen persoonsrelatieve motieven (agent-relative reasons) en persoonsneutrale motieven (agent-neutral reasons). De eerste soort wordt getypeerd doordat men, als men de inhoud ervan wil beschrijven, men onvermijdelijk terugvalt op de persoon (die de motieven had). Een voorbeeld zou kunnen zijn: "iedereen moet zijn ouders eren". Hij onderscheidt hier drie soorten van:
1. reasons of autonomy: men zal bepaalde dingen als goed zien omdat deze de eigen verlangens, projecten en engagementen dienen.
2. deontology: bepaalde acties zullen als goed en andere als slecht gezien worden omdat men hierbij andere personen dan zichzelf al dan niet slecht of goed behandeld.
3. reasons of obligation: er zijn ook speciale verplichtingen tegenover onze naasten (onze familie, vrienden, natie, ...). Nagel bespreekt deze echter niet.

De tweede soort wordt dan weer gekenmerkt doordat zo'n referentie aan de persoon ontbreekt. Een voorbeeld zou hier dan weer zijn: "iedereen moet de voordelen van het ouderschap uitdragen." De verleiding van deze onpersoonlijke of objectieve kijk op ethiek is de idee dat niemand belangrijker is dan een ander. Nagel zal zich in zijn werk enerzijds afzetten tegen ethisch consequentialisme, maar anderzijds ook tegen de deontologie.

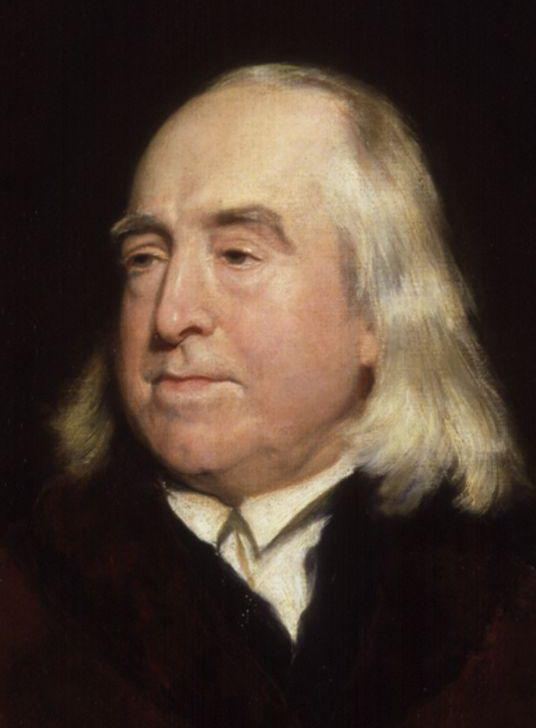
Jeremy Bentham, de grondlegger van het utilitarisme, een theorie die zich richt op algemene nut en zo het persoonlijke ethische perspectief buiten beeld laat.

Zo is Nagel het eens met de kritiek op het utilitarisme, namelijk dat deze theorie (te) veeleisend is. Het utilitarisme vraagt altijd een rechtvaardiging van je eigen daden en eigen wensen, waarbij deze slechts gezien kunnen worden als een deelaspect in het grotere geheel. Het laat ons niet toe een bepaalde manier van handelen te funderen of te rechtvaardigen op basis van referenties aan wat ik wil doen, of waartoe ik mij engageer. Tegenover deze vormen van consequentialisme, plaatst Nagel een andere soort ethiek, een meer subjectieve ethiek, die dit laatste wel mogelijk maakt. Hoewel niet minder universeel dan consequentialisme, laat dit soort ethiek ons toe, weliswaar binnen bepaalde grenzen, om ons toe te leggen op onze eigen doelstellingen in het leven. Er is in dit geval geen enkelvoudige, objectieve laatste fundering waartegenover iedereen zijn daden moet rechtvaardigen. Een tussenpositie tussen dit louter subjectieve en het objectieve ziet Nagel bijvoorbeeld aan het werk bij een deontologische ethiek, hoewel deze ook zijn gebreken heeft. Zo schrijft hij:
"Deontological requirements are agent-centered because they instruct each person to determine the rightness or wrongness of his acts solely from the point of view of his position in the world and his direct relation to others. The very idea that the basic moral concepts are right and wrong rather than good and bad entails that the character of one's actions rather than the world as a whole must be one's primary concern."
Nagel komt in zijn ethiek echter op deze wijze wel dicht bij de consequentialistische theorie van de "World Agent": ethisch zijn, betekent hier het standpunt van een collectief subject innemen, die alle motieven van de mensen op aarde in zich laat samenkomen. Doch Nagel blijft individualistisch in de zin dat hij nog steeds gelooft dat men personen als aparte entiteiten moet beschouwen: men moet afstand nemen van zijn eigen standpunt om elk standpunt van elk ander individu in te nemen, en niet slechts een soort samenvloeien van ze allemaal. Nagels taak bestaat er dan ook in het conflict tussen de overtuiging dat het objectieve standpunt het geval is en de overtuiging dat het individueel standpunt behouden moet worden, op te lossen. Sommigen zullen hier dan ook spreken van een dualisme bij Nagel.
Het is deze combinatie van het goede leven als individu en het respect voor de noden van anderen, dat onvermijdelijk conflicterend wordt. Nagel schrijft:
"The discussion will revolve around the distinction between agent-relative and agent-neutral values [...] I will try to say something [...] about the central problem of ethics: how the lives, interests, and welfare of others make claims on us and how these claims, of various forms, are to be reconciled with the aim of living our own lives. My assumption is that the shape of a moral theory depends on the interplay of forces in the psychic economy of complex rational beings.

#### Ethiek en Politiek
Dit conflict tussen eigen wensen en die van anderen leidt volgens Nagel ook naar de politieke filosofie. Er kan volgens Nagel geen ethiek zijn zonder politiek. Een theorie over hoe mensen moeten handelen, hangt ook samen met een theorie hoe de instituties waarbinnen zij leven moeten georganiseerd worden. Het ideaal van gelijkheid zelf komt hier vooral op de voorgrond. Nagel stelt vast dat elke soort gelijkheid (politieke, sociale, ...) onvermijdelijk samenhangt met economische gelijkheid: het verschil in inkomen en kapitaal heeft volgens Nagel altijd een invloed op de andere soorten gelijkheid. In dit verband stelt hij ook het conflict vast tussen enerzijds het bevorderen van gelijkheid door sociale maatregelen, en anderzijds het totale nut te vergroten. Het een lijkt ten koste van het ander te gaan. Argumenten die Nagel aanhaalt voor gelijkheid zijn het communitaristische argument dat stelt dat gelijkheid tussen de burgers een uitdrukking is van de ideale en correcte relaties tussen de mensen, en het individualistische argument dat stelt dat gelijkheid voortvloeit uit het recht op een even groot deel voor iedereen. Nagel beroep zich op het verschilprincipe van John Rawls: eens er gelijkheid is qua basisvrijheden, mogen verdere ongelijkheden bestaan, als zij in het voordeel van de minstbedeelden zijn. Dit gelijkheidsideaal contrasteert Nagel ook met andere waarden zoals nut en individuele rechten. Het utilitarisme zou protesteren tegen deze "onnuttige" daad (het kost de rijken meer dan het de armen oplevert), en een beroep op individuele rechten kan stellen dat een inbreuk, al is zij in het voordeel van de armen, niet verantwoordbaar is. Nagel zal echter stellen dat men niet hoeft te kiezen tussen een van deze drie benaderingswijzen, maar dat ze allen een invloed zouden moeten hebben op het uiteindelijk besluit.
In zijn boek Equality and Paritality, zal Nagel Rawls' A Theory of Justice aan een gedetailleerd onderzoek onderwerpen. De argumenten die Rawls geeft voor zijn idee van gelijkheid, zijn voor Nagel onvoldoende. Rawls stelt enerzijds dat er natuurlijke en sociale toevalligheden zijn, die de gelijkheid onterecht beïnvloeden. Er is met andere woorden geen rechtvaardiging voor deze ongelijkheden, iets dat volgens Rawls enkel mogelijk is, als het in het voordeel van de minstbedeelden is. Anderzijds biedt Rawls ook een argument tegen utilitarisme: deze benaderingswijze werkt wel als men het beschouwt voor één individu: hij is bereid dingen op te offeren voor grotere voordelen. Het is echter niet aanvaardbaar wanneer een individu al de nadelen moet dragen, terwijl de anderen allemaal de voordelen krijgen. Nagel stelt dat het eerste argument tekortschiet omdat het utilitarisme wel degelijk een rechtvaardiging kan geven: de ongelijkheid resulteert in meer nut. Daarnaast, zelfs als men aanneemt dat zo'n rechtvaardiging niet mogelijk is, lijkt het niet nodig zo ver te gaan als het verschilprincipe. Bij het tweede argument merkt Nagel op dat Rawls' analyse van het utilitarisme sterk betwijfelbaar is, en hij verwijst naar de kritiek van Derek Parfit.. Zelfs als het correct is, betoogt Nagel dat Rawls' een argument ontbreekt waarom deze utilitaristische methode niet toepasbaar is op meerdere individuen. Nagel komt tot het besluit dat Rawls' kijk op liberale gelijkheid niet ver genoeg gaat, voornamelijk voortkomend uit Nagel nadruk op het objectieve standpunt. Rawls' idee van rechtvaardigheid leidt, volgens Nagel, tot een visie die de noden van anderen niet genoeg respecteert. Zoals eerder vermeld stelt Nagel dat men niet moet kiezen tussen gelijkheid, nut en rechten, maar dat ze alle drie een inspraak hebben in het ethisch debat.
Hij bespreekt daarnaast ook talloze problemen die naar voren komen in deze band tussen ethiek en politiek:
- Zo houdt hij zich onder andere bezig met het fenomeen van publieke misdaden of machtsmisbruik: zijn de personen die het uitvoeren schuldig of is het de staat of het volk? Hoe kan iets als de staat schuldig zijn?[35] Het gaat bij Nagel hier vooral om de vraag in hoeverre de publieke moraal verschilt van een privémoraal, en of ze van elkaar afhangen of onafhankelijk zijn. Verschillen die hij opmerkt zijn bijvoorbeeld dat een persoon die een publieke functie bekleedt daarbij bepaalde plichten heeft opgenomen die een prioriteit hebben.
- Ook het fenomeen van positieve discriminatie[36]: er is inderdaad vooruitgang geboekt op vlak van gelijkheid qua sekse en racialiteit, maar Nagel stelt zich de vraag of er ook iets moet gebeuren op vlak van discriminatie qua intelligentie.
- De aard van rechten[37]: Nagel stelt dat rechten louter negatief moeten opgevat worden; je moet ze zien als een soort vetorecht. Je hebt daarentegen dan geen rechten op bepaalde zaken, zoals verzorging of een recht op leven. Het recht op leven zou, mocht het positief opgevat worden en inhouden dat iedereen er alles moet aan doen om iemand in leven te houden, tot situaties kunnen leiden waarin geen enkele daad meer goed is: wat met de keuze tussen twee levens? Verder interpreteert hij ook het recht op dat je niet gedood zult worden, als louter een recht dat je niet zal gedood worden, en niet iets in de aard dat alles is toegestaan opdat je niet zou sterven. Een nadeel van een moraal die volledig vertrekt van individuele rechten is dat het een minimalistische moraal is: het laat vele gebieden van het leven ongemoeid.

#### Moral Luck
In zijn werk bespreekt Nagel daarnaast ook het fenomeen "moral luck" of "moreel toeval": het gegeven dat ons moreel oordeel lijkt af te hangen van bepaalde toevallige en ogenschijnlijk irrelevante feiten. Dit was een onderwerp dat ook Bernard Williams bezig hield. Een voorbeeld waar dit probleem voortkomt is de tegenstelling tussen moord en moordpoging. Een moordpoging wordt traditioneel minder hard bestraft dan moord. Waarom? In beide gevallen is er toch de intentie dat men de andere persoon wil vermoorden, en misschien ligt het mislukken ervan bij een simpel defect van het pistool. Dit laatste gegeven lijkt toch irrelevant voor de morele veroordeling van de daad. Een ander voorbeeld is die tussen roekeloos rijden (bij dronkenschap) enerzijds het geval waarbij je in die toestand ook daadwerkelijk iemand aanrijdt. In feite was de dader in beide gevallen even slecht bezig, toch kan men stellen dat we spontaan geneigd zijn om het aanrijden harder te veroordelen. Het wordt echter moeilijker als je het van naderbij bekijkt: dat ik iemand aanrijd, hangt af van de toevallige factor dat er daadwerkelijk iemand rondloopt. Dat dit niet louter voortkomt in het oordeel over anderen, maar ook over jezelf, kan geïllustreerd worden met het denkbeeldige voorbeeld waarbij men ook iemand aanrijdt, maar zelf eigenlijk geen schuld had. De andere bestuurder is bijvoorbeeld onder invloed, en sterft bij het ongeluk. Toch zal men zich op een bepaalde manier schuldig voelen. Een ander klassiek voorbeeld is dat van een bewaker in een concentratiekamp tijdens de Tweede Wereldoorlog: zou hij ook zo'n onethische daad doen, mocht hij in Argentinië leven? En belangrijker: zou een Argentijn, die nu een normaal en rustig leven heeft geleid, ook geen concentratiekampbewaker zijn, mocht hij in nazi-Duitsland hebben geleefd? Nagel beschrijft in het totaal vier gevallen van Moral Luck:

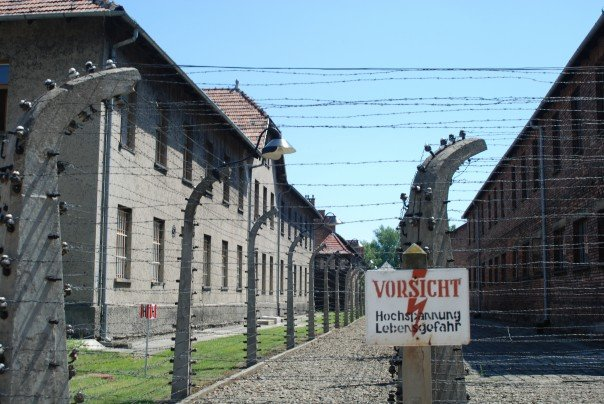
Een illustratie van "moral luck": zou een Duitse kampbewaker evengoed slecht hebben gehandeld mocht hij in Argentinië hebben geleefd? Kan men mensen nog veroordelen als men weet dat hun daden voortkwamen uit het sociaal klimaat waarin ze leefden?

1. constitutive luck: moreel toeval, afhankelijk van je karakter, capaciteiten en temperament.
2. circumstantial luck: moreel toeval, door de situatie waarin men zit (zoals het voorbeeld van het concentratiekamp).
3. luck by antecedent circumstances: moreel toeval, als resultaat van hoe men bepaald is door de zaken die al gebeurd zijn.
4. luck by results: moreel toeval, doordat een daad anders uitdraait dan gepland (zoals het defect van het pistool).

Deze soorten van moral luck stellen ons voor een probleem. Nagel schrijft:
"All of them present a common problem. They are all opposed by the idea that one cannot be more culpable or estimable for anything than one is for that fraction of it which is under one's control. It seems irrational to take or dispense credit or blame for matters over which a person has no control, or for their influence on results over which he has partal control. Such things may create the conditions for action, but action can be judged only to the extent that it goes beyond these conditions and does not just result from them."
Een traditionele oplossing voor dit probleem ziet Nagel aan het werk bij Immanuel Kant: Kant verwerpt elke referentie aan de consequenties van een daad. Kant stelt dat enkel de goede wil belangrijk is, dus de intentie. Nagel stelt dat dit intuïtief onaanvaardbaar is, omdat men zo in werkelijkheid niet oordeelt. Hij vindt een gelijkaardig standpunt ook terug in het werk The Theory of Moral Sentiments van Adam Smith, die inderdaad toegeeft dat dit van ons feitelijk oordelen afwijkt. Nagel verwijst ook naar Joel Feinberg die nog een verder probleem vaststelt: het is inderdaad waar dat de daad kan bepaald worden door externe omstandigheden, maar de intentie of de wil van de dader kan evengoed beïnvloed worden door externe factoren, zoals andere mensen.
Nagel ziet hier in feite hetzelfde probleem aan het werk als hij eerder (zie boven) bij het debat van de vrije wil zag spelen: de idee van een persoon of "agentschap" (agency) is niet verzoenbaar met de idee dat daden gelijkgesteld worden met gebeurtenissen (events), of dat personen gelijkgesteld worden met objecten. Deze gelijkstelling komt dan ook net naar voren eens men deze factoren van moreel toeval laat zien. Wat we in feite echter niet willen doen is een staat van de wereld beoordelen (als resultaat van objectief standpunt), maar een persoon beoordelen; we beoordelen hem, de dader, niet de wereld (subjectief standpunt).

### Boeken
- The Possibility of Altruism (1970/1978)
- Mortal Questions (1979)
- The View from Nowhere (1986)
- What Does It All Mean? A Very Short Introduction to Philosophy (1987)
- Equality and Partiality (1991)
- Die Grenzen der Objektivität (1991) (vertaalde essays)
- Other Minds: Critical Essays, 1969-1994 (1995)
- The Last Word (1997)
- The Myth of Ownership: Taxes and Justice (2002) (samen met Liam Murphy)
- Concealment and Exposure and Other Essays (2002)
- Secular Philosophy and the Religious Temperament: Essays 2002-2008 (2009)
- Mind and Cosmos: Why the Materialist Neo-Darwinian Conception of Nature is Almost Certainly False (2012)

### Artikelen
- "Concealment and exposure" (en)  in Philosophy & Public Affairs (1998)
- "Conceiving the Impossible and the Mind-Body Problem" (en)  in Philosophy (1998)
- "The Psychophysical Nexus" (en)  in Concealment and Exposure and Other Essays (2002)
- "The Problem of Global Justice" (en)  in Philosophy & Public Affairs (2005)